# Fanny Schiller
Fanny Schiller Hernández (Ciudad de México, 3 de agosto de 1901-Ciudad de México, 26 de septiembre de 1971) fue una actriz y actriz de doblaje mexicana.

## Biografía y carrera
Fanny Schiller Hernández nació el 3 de agosto de 1901 en Ciudad de México, siendo hija de Ricardo Schiller y Josefina Hernández.
En 1919, con 18 años de edad, debutó en la revista y el género chico en las Compañías Líricas de María Conesa y el Maestro Penella como bailarina y segunda tiple. A finales de 1920, ingresó en la compañía dramática de Doña Virginia Fábregas, con quien trabajó durante 15 años. También trabajó en la compañía de las hermanas Blanch y Eugenia Zuffoli. En 1941, debutó en el cine participando en la película La liga de las canciones. También incursionó en el doblaje, donde comenzó doblando a la actriz Verna Felton. 
En fecha desconocida, contrajo matrimonio con el actor Manuel Sánchez Navarro, con quien procreó al actor Manolo Fábregas. Permaneció con Manuel hasta su fallecimiento, ocurrido en 1969.

### Muerte
El 26 de septiembre de 1971, Schiller falleció en Ciudad de México a los 70 años de edad, a causa de un infarto de miocardio, y angiocardio esclerosis. Su cuerpo fue enterrado en la parcela de la Asociación Nacional de Actores (ANDA) del Panteón Jardín, ubicado en la misma ciudad.

## Filmografía

### Actuación
- Velo de novia (1971) Telenovela
- Rancho del miedo (1971)
- Las chicas malas del padre Méndez (1970) .... Doña Lola
- La sonrisa del diablo (1970) Telenovela .... Toña
- Las figuras de arena (1970)
- Crónica de un cobarde (1970)
- Estafa de amor (1970)
- Alguien nos quiere matar (1969) .... Abuela Rosalba 'La Aguerrida'
- No creo en los hombres (1969) Telenovela
- Una noche bajo la tormenta (1969)
- No juzgarás a tus padres (1969)
- No se mande, profe (1969)
- Rubí (1969)
- Águeda (1968) Telenovela .... Clara
- La maestra inolvidable (1968) .... Teódola la grande
- Pasión gitana (1968) Telenovela
- María Isabel (1968)
- Sor ye-yé (1968)
- Engáñame (1967) Telenovela
- Arrullo de Dios (1967)
- Domingo salvaje (1967) .... Vecina de Eva y Jaime
- La muerte es puntual (1967)
- Cristina Guzmán (1966) Telenovela
- Alma de mi alma (1965) Telenovela
- El refugio (1965) Telenovela
- La vida de Pedro Infante (1966)
- El temerario (1965)
- Los cuervos están de luto (1965)
- Un hombre en la trampa (1965)
- Love Has Many Faces (1965) .... María
- Cumbres Borrascosas (1964) Telenovela
- He matado a un hombre (1964)
- Mi mujer y yo (1963) Telenovela
- Las modelos (1963) Telenovela .... Señora Gallardo
- La risa de la ciudad (1963)
- México de mis recuerdos (1963)
- Jugándose la vida (1963) .... Graciela
- Nostradamus, el genio de las tinieblas (1962) .... Rebeca, la bruja
- La barranca sangrienta (1962)
- La venganza del resucitado (1962)
- Cielo rojo (1962)
- Pensión de mujeres (1960) Telenovela
- Chucho el Roto (1960)
- Por ti aprendí a querer (1960)
- Jet Over the Atlantic (1960) .... Pasajera
- La calavera negra (1959)
- Ellas también son rebeldes (1959) .... Carito
- Teresa (1959) Telenovela
- La mujer y la bestia (1959)
- El zarco (1959)
- Las señoritas Vivanco (1959)
- La vida de Agustín Lara (1959)
- Señoritas (1959)
- Kermesse (1958) .... Doña Cruz
- Más allá de la angustia (1958) Telenovela
- Cabaret trágico (1958)
- Tu hijo debe nacer (1958)
- El boxeador (1957)
- El zorro escarlata (1957) .... La bruja
- Felicidad
- The Black Scorpion (1957) .... Florentina
- Pablo y Carolina (1957) .... Mrs. Cirol
- Locura pasional (1956) .... Doña Jacinta
- Juventud desenfrenada (1956) .... Doña Mercedes
- Historia de un abrigo de mink (1955) .... Sofía
- Mulata  (1954).... Doña Rosario
- Camelia (1954)....Doncella de Camelia
- Salón México (1949) ...Señorita Perfecta.
- El casto Susano (1954) Doña Virtudes
- Doña Mariquita de mi corazón (1953) Doña Micaela
- La mujer desnuda (1953)
- Cuando los hijos pecan (1952).... Doña Elena
- La sin ventura (1948)
- Pervertida (1946)
- Historia de un gran amor (1942) .... Mesonera
- Alejandra (1942)
- Del rancho a la capital (1942)
- La liga de las canciones (1941)
- Una luz en mi camino (1939)

### Doblaje
- La Cenicienta - Hada madrina
- Alicia en el país de las maravillas - Boca de dragón (flor lila)
- La dama y el vagabundo - Tía Sarah
- La bella durmiente - Flora
- Fantasías animadas de ayer y hoy - Gallinas y voces adicionales (Segmentos del Gallo Claudio)